# شبرق رمادي القرون
الشبرق رمادي القرون[بحاجة لمصدر] (باللاتينية: Ononis ornithopodioides) نوع نباتي ينتمي إلى جنس الشبرق من الفصيلة البقولية.

## الموئل والانتشار
موطنه بلاد الشام والمغرب العربي ومعظم مناطق حوض البحر الأبيض المتوسط.

## مرادفات للاسم العلمي
- (باللاتينية: Passaea ornithopodioides (L.) Adans.)